# Saknad (TV-serie, 2017)
Saknad är en svensk TV-serie från 2016. Serien sändes i C More i januari 2017, och i TV4 i oktober–november samma år. Regissör för serien är Colin Nutley.

## Handling
Serien utspelar sig i fiktiva orten Bogesund i det svenska bibelbältet. där flickor försvinner eller mördas.

## Inspelning
Inspelningarna inleddes 1 februari 2016. Bland annat användes en nedlagd polisstation i Ektorp utanför Stockholm.

## Medverkande
- Helena Bergström : Maja Silver
- Johan Widerberg : pastor Stein
- Samuel Fröler : Dan Berglund
- Molly Nutley : Becky Ekelöf
- Julia Dufvenius : Emma Hertz
- Gustav Levin : John Erlander